# فرودگاه دریایی سگینو
فرودگاه دریایی سگینو (به انگلیسی: Saginaw Seaplane Base) یک فرودگاه همگانی با کد یاتا SGW است که یک باند فرود آب دارد و طول باند آن ۳۰۴۸ متر است. این فرودگاه در کشور ایالات متحده آمریکا قرار دارد و در ارتفاع ۰ متری از سطح دریا واقع شده است.